# Спарганоз
Спарганоз (лат. Sparganosis) — болезнь человека из группы цестодозов, вызываемая личинками ленточных червей из рода Spirometra  (семейство дифиллоботриид); характеризуется конъюнктивитом, крапивницей, образованием подкожных узлов и абсцессов.
Взрослые гельминты паразитируют у медведей, волков, собак, кошек и т. д., редко у травоядных млекопитающих, однако встречается у диких кабанов.
Спарганоз впервые описан П. Мансоном в 1882 г. в Китае. Заболевание распространено преимущественно в странах Юго-Восточной Азии (Японии, КНР); зарегистрировано также в Австралии, Африке, Южной Америке, США, и др. В СССР известен один случай заболевания на Дальнем Востоке.  Встречается также на севере России и в Белоруссии.
Человек заражается гельминтозом через мясо змей и лягушек (дополнительные хозяева дифиллоботриид), либо при заглатывании с водой различных мелких видов рачков (дафнии и подобные организмы — промежуточные хозяева дифиллоботриид), также при употреблении мяса зараженных животных, изъятых из дикой природы (охота).
Попавшие в организм человека личинки вызывают воспаление, опухание и фиброз тканей.
Проникнув после заражения через кишечную стенку, возбудитель мигрирует в организме, локализуясь затем в различных внутренних органах и тканях, чаще под кожей, в межмышечной соединительной ткани, где превращаются в плероцеркоидов, под конъюнктивой глаза, вызывая местный воспалительный процесс.
Лечение заключается во внутривенном введении неосальварсана и хирургическом удалении личинок из-под кожи, либо назначением тиабендазола.
С 1953 по 2015 год достоверно подтверждено лишь 300 случаев заражения человека паразитом Spirometra erinacei.